# Delentaria decurva
Delentaria decurva är en svampart som beskrevs av Corner 1970. Delentaria decurva ingår i släktet Delentaria och familjen Gomphaceae.   Inga underarter finns listade i Catalogue of Life.